# Pellegrino Prisciani
Pellegrino Prisciani (* 1435; † 1518) war ein italienischer Humanist, Universitätslehrer, Geschichtsschreiber, Altertumsforscher („Antiquar“) und Astrologe.
Prisciani gehörte unter Leonello d’Este und Borso d’Este zu der einflussreichen Gruppe von Gelehrten am Hof von Ferrara.

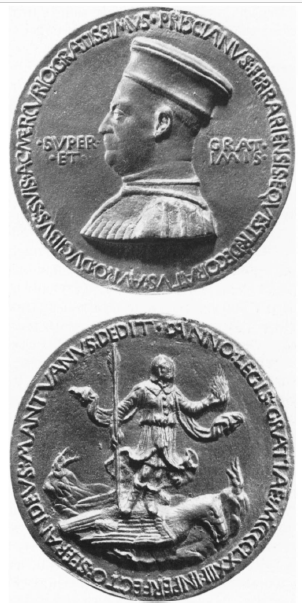
Münze von Pellegrino Prisciani, von Sperandio

Er diente den Este als Archivar, Diplomat und als Berater. Er war Botschafter in Venedig und an der Kurie in Rom und er verwaltete das Amt eines podestà in Reggio. Prisciani hat eine Geschichte Ferraras geschrieben. Wichtig für die Este war er als Astrologe, da die Astrologie an diesem Fürstenhof wie auch an anderen Höfen der Zeit eine außerordentlich große Rolle spielte. Es wird angenommen, dass das astrologische Programm der Monatsbilder im Palazzo Schifanoia von ihm entwickelt wurde.
Patrick Gautier Dalche hat recherchiert, dass Priscani zwischen 1480 und 1490 einen Abschnitt einer Karte kopierte, die fast bis ins Detail (incl. Farbpalette) mit der Tabula Peutingeriana übereinstimmt. Die von ihm Cosmographia genannte Karte befand sich in einem Vorzimmer des Bischofspalasts von Padua.
Der größte Teil seiner Schriften wurde nicht veröffentlicht, sondern ist nur als Manuskript in oberitalienischen Archiven zugänglich.

## Werke
- Le historie Ferrariensis